# 尚侍
尚侍（ないしのかみ），原本是內侍司的最高長官，負責奏請、傳宣一職，最早是從五位的散職。其次官為典侍（數名），再次官為掌侍，其下女孺百員。
自從平城天皇授與所寵愛的岳母兼情人藤原藥子尚侍一職之後，此職位便擢昇為勳三位的官階，同時擔任尚侍一職的人也固定從攝關家的未婚之女或功臣之妻所選出，而尚侍如果未婚，卻和天皇以外男子發生關係，也不算欺君，因為她只是宮中尚侍所的最高女官，並不是天皇正式的嬪妃，但最後，由於尚侍需常伺候於天皇跟前，故常有侍妾化的情形出現，因此後來被視天皇側室。而在之後便由其次官典侍接替尚侍之職務，而在之後典侍也成為天皇側室，其三次官掌侍便成為尚侍所內最高女官。